# Сельге
Сельге (др.-греч. Σελγη) — древний город.
Развалины античного города Сельге находятся примерно в сотне километров от Антальи на территории населенного пункта Алтынкая, в горах Тавр на высоте 1250 м.

## История
Город был основан греческими поселенцами на южном склоне горы Тавр там, где река Эвримедон пробивает себе дорогу через горы на юг. Согласно легенде, город был основан прорицателем Калхасом после Троянской войны. Округа, в которой был расположен город, была очень плодородная, но сам город был труднодоступным.
В V в. до н.э. в Сельге была отчеканена первая монета в Писидии. Благодаря торговле маслинами, оливковым маслом, лесными дарами, фруктами, целительными горными травами город стал одним из самых мощных и густонаселенных в Писидии. А благодаря своей труднодоступности — город сохранял свою независимость от завоевателей.
В 333 г. до н.э. горожане послали посольство к Александру Македонскому с изъявлением покорности и дружбы. Фактически и после этого город продолжал оставаться независимым.
В 218 г. до н.э. город отстоял независимость от Ахея, селевкидского полководца, захватившего власть в малоазийской части государства Селевкидов. Затем город номинально признал власть царей Галатии.
В 25 г. до н.э. город перешёл под власть римлян. В последующие столетия, уже во времена Византийской империи начинается постепенный упадок города.
В 399 г. командир готских наёмников в Византии — Трибигильд пытался овладеть городом.
Со временем из-за переноса торговых путей связывающих внутреннюю Малую Азию с Памфилилией и опустошительных набегов арабов, жители Сельге покинули город (VII в.).

## Достопримечательности
Сегодня можно видеть развалины крепостных стен, городских ворот с двух сторон имеющих сторожевые башни.
Самым значительным памятником архитектуры является театр на 10 000 зрителей, имеющий на нижнем этаже 30, на верхнем 15 галереи, соединённые между собой 12 крутыми ступеньками.
Неподалёку от театра остатки разрушенного и дошедшего до наших дней в плохом состоянии небольшого стадиона.
На западе, на священных площадках имеются остатки статуи Зевса и храма в его честь, на юге – руины анатолийского храма в честь бога мужества и войны Санды.
На востоке античного города имеется Агора 50х50 м открытая с юга и с трех сторон имеющая лавки. На востоке имеется некрополь.
Сооружение на севере длиной 120 м, предположительно, базилика византийского периода.
Сохранился римский мост через реку (II в).